# Exodromia bicornis
Exodromia bicornis is een krabbensoort uit de familie van de Dromiidae. De wetenschappelijke naam van de soort is voor het eerst geldig gepubliceerd in 1882 door Studer.